# Municipalità 3 di Napoli
La Municipalità 3 è uno dei 10 municipi in cui è suddiviso il comune di Napoli, istituiti il 10 febbraio 2005.

## Dati territoriali
Il territorio della municipalità è formato da 2 quartieri:
| Quartiere           | Superficie | Abitanti |
| ------------------- | ---------- | -------- |
| San Carlo all'Arena | 7,64 km²   | 69 094   |
| Stella              | 1,87 km²   | 30 483   |
| Totale              | 9,51 km²   | 99 577   |

## Zone appartenenti
- Arenaccia
- Capodimonte
- Colli Aminei
- Doganella
- Foria
- Materdei
- Ponti Rossi
- Rione Amicizia
- Rione Sanità
- San Rocco
- Zona Ospedaliera di Napoli

## Amministrazione
| Periodo | Periodo   | Primo Cittadino   | Partito                | Carica     | Note |
| ------- | --------- | ----------------- | ---------------------- | ---------- | ---- |
| 2011    | 2016      | Giuliana Di Sarno |                        | Presidente |      |
| 2016    | 2021      | Ivo Poggiani      | Democrazia e Autonomia | Presidente |      |
| 2021    | In carica | Fabio Greco       | Movimento 5 Stelle     | Presidente |      |